# 三蒜岛
28°13′29″N 121°38′21″E / 28.22485255202661°N 121.6391658782959°E
三蒜岛是浙江省温岭市的一个岛屿，位于石塘镇东南3.5公里处，面积0.74平方公里。岛成“工”字形，人口聚居于中部的连接处，设三蒜村。连接处西侧的自然村为前岙，是主要居民点。东侧为后岙，有沙滩。三蒜岛东南不远处依次有二蒜岛、一蒜岛，均为无人岛。